# Длина химической связи

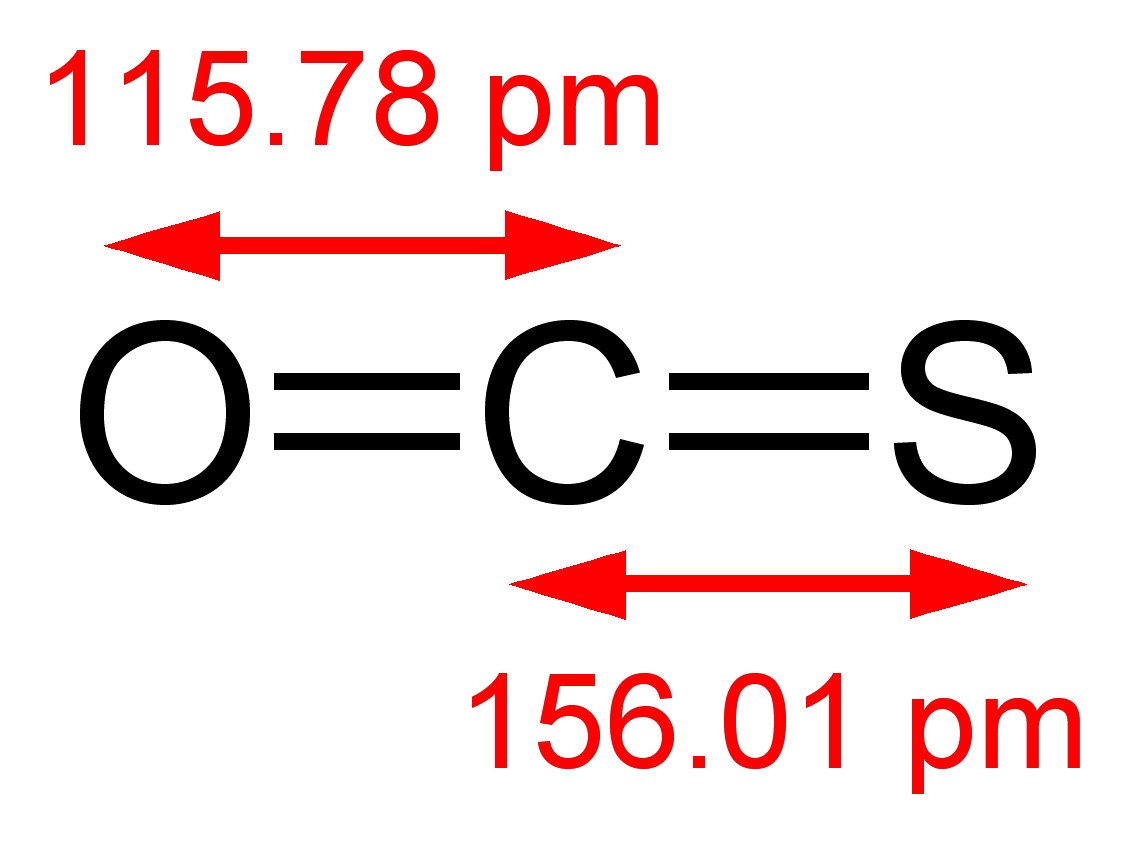
Структура молекулы сероуглерода OCS с длиной связи C=S 1,5601 Å и длиной связи C=O 1,1578 Å. Данные из справочника CRC по химии и физике, 88-е издание.

Длина химической связи — расстояние между ядрами химически связанных атомов. Длина химической связи — важная физическая величина, определяющая геометрические размеры химической связи, её протяжённость в пространстве.
Нильс Бор отмечал: «… благодаря большой массе ядер по сравнению с массой электронов можно с большой точностью рассчитывать конфигурации атомов в молекулах, эти конфигурации соответствуют хорошо известным структурным формулам, которые оказались столь необходимыми для упорядочения химических данных».
Для определения длины химической связи используют различные методы. Газовую электронографию, микроволновую спектроскопию, спектры комбинационного рассеяния и ИК-спектры высокого разрешения применяют для оценки длины химических связей изолированных молекул в паровой (газовой) фазе.
Межъядерные расстояния в кристаллах определяют с помощью рентгеноструктурного анализа, нейтронографии и электронографии.
Считается, что длина химической связи является аддитивной величиной, определяемой суммой ковалентных радиусов атомов, составляющих химическую связь. Л. Полинг в своей книге привёл значения ковалентных радиусов большого числа элементов.
Однако, длина химической связи (dAB) между электроотрицательным и электроположительным атомами несколько короче, чем длина, полученная сложением ковалентных радиусов элементов (rA и rB), составляющих молекулу. Поправка на отклонение от принципа аддитивности ковалентных радиусов учитывается уравнением Шомакера-Стивенсона:
{\displaystyle d_{AB}=r_{A}+r_{B}-0,09(\chi _{A}-\chi _{B})}
и составляет величину {\displaystyle k=0,09\Delta \chi }, где {\displaystyle \Delta \chi } — разность значений электроотрицательностей атомов {\displaystyle \chi _{A}} и {\displaystyle \chi _{B}}.
В 50-е годы прошлого века разработана практическая шкала электроотрицательностей атомов, в течение пары десятилетий находившая многие применения и оптимизации, однако в настоящее время замененная точными квантовохимическими расчетами .